# نمط بدائي

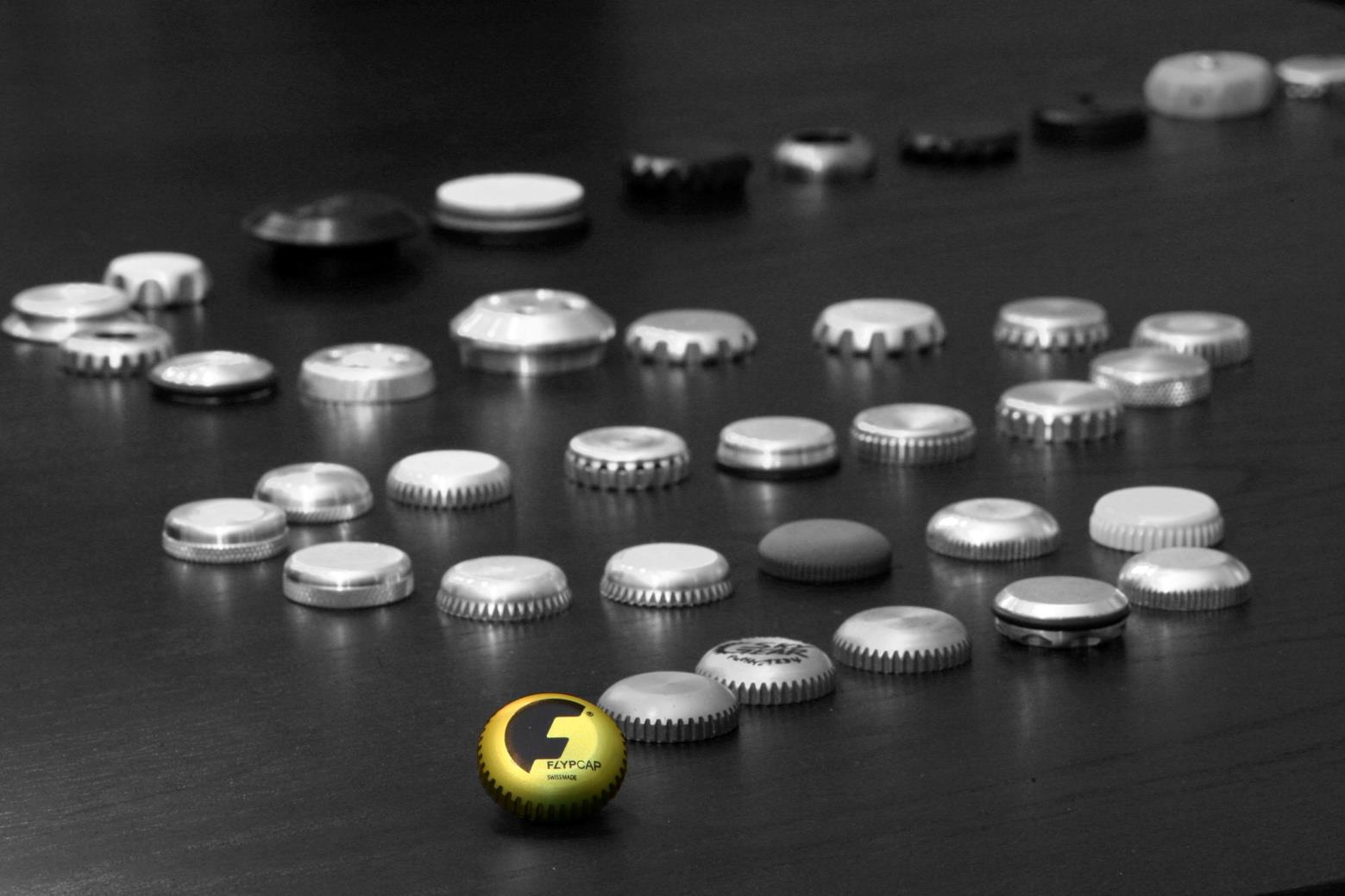

إِنَّ مبادئ الأنماط البدائية ترتبط بالأخلاق والنظريات النفسية الحديثة والتحليل الأدبي، والأنماط البدائية يمكن ان تكون:
- بيان، نمط من السلوك، أو النمط للبيانات الأخرى، والتي يمكن ان تكون أنماط السلوك، ونسخ الأشياء أو المحاكاة.
- فكرة فلسفية أفلاطونية تشير إلى أشكال نقية تجسد الخصائص الاساسية لشيء في الافلاطونية.
- فكرة اللاوعي الموروثة بشكل جماعي ونمط الفكر والصورة..الخ، والتي هي موجودة عالميا في النفس الفردية، كما هو الحال في علم النفس جونجيان.
- وهو رمز متكرر باستمرار أو عزر في الأدب، والرسم، أو الأساطير. في مختلف الحالات التي لا علاقة لها على ما يبدو في القصص

الكلاسيكي، وسائل الإعلام... الخ، الشخصيات أو الأفكار تقاسم صفات مماثلة تتكرر.

## أصل الكلمة
كلمة «النمط البدائي» دخلت لأول مره علي اللغة الإنجليزية سنة 1540، وتستمد من اللاتينية الاسم أرتشيتيبوم، لاتينيساتيون من الاسم اليوناني.,

## النموذج الاصلي ليونغ
وقد قدم مفهوم النوذج الاصلي النفسي من قبل الطبيب النفسي السويسري كارل غوستاف يونغ سنة 1919. في الإطار النفسي يونغ، والأنماط هي نماذج فطرية، عالمية للأفكار ويمكن استخدامها لتفسير الملاحظات. مجموعة من الذكريات والتفسيرات المرتبطة بالنمط البدائي هي معقدة. يونغ تعامل مع الأنماط على أنها أجهزة نفسية، مماثلة لتلك الجسدية في كل من التشكيلات المورفولوجية التي نشأت من خلال التطور. وفي الوقت نفسه، لوحظ أيضا أن نظرية التطور يمكن أن تعتبر في حد ذاته بناءً للأنماط البدائية.

## النقد الأدبي القديم للأنماط البدائية
ويؤكد النقد الأدبي على أن الأنماط البدائية تحدد شكل ووظيفة المصنفات الأدبية وأن معنى النص يتشكل من خلال الأساطير الثقافية والنفسية. الأنماط الثقافية هي الأشكال الأساسية التي لا يمكن التعرف عليها والتي تم تجسيدها أو جعلها ملموسة من خلال الصور أو الرموز أو الأنماط المتكررة والتي كانت محملة بالمعنى قبل إدراجها في أي عمل معين.
وتكشف هذه الأنماط عن أدوار مشتركة بين المجتمعات العالمية، مثل دور الأم في علاقاتها الطبيعية مع جميع أفراد الأسرة. وقد يخلق هذا النمط البدائي صورة مشتركة تحددها العديد من الصور النمطية التي لم تنفصل عن الإطار التقليدي والبيولوجي والديني والأسطوري.